# Kwestura (klacz)

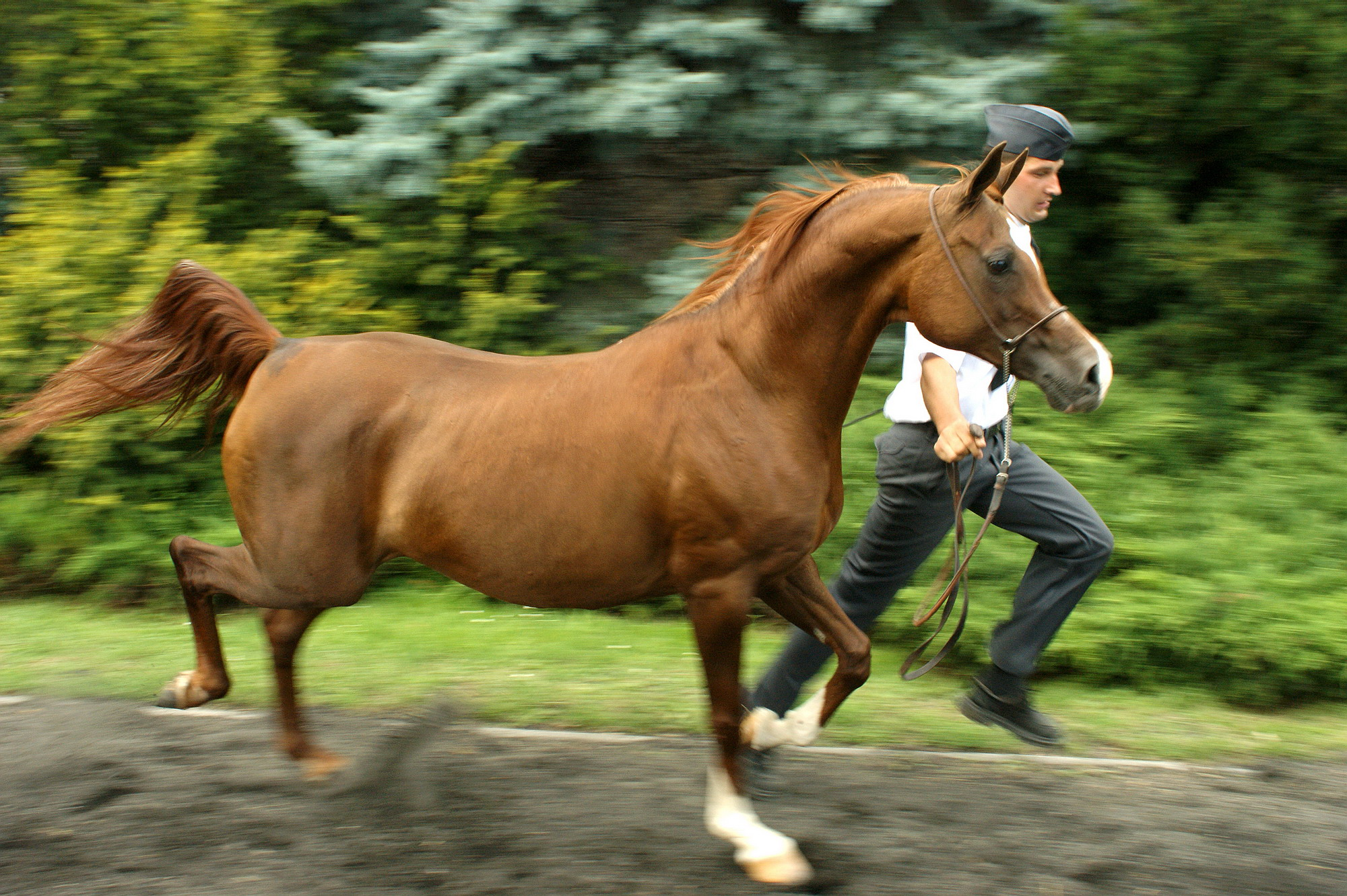
Kwestura – najdroższy koń polskiej hodowli, prezentacja w SK Michałów, 12 sierpnia 2008 r.

Kwestura (ur. 1995) – kasztanowata klacz czystej krwi arabskiej polskiej hodowli ze stadniny koni w Michałowie. Córka ogiera Monogramm i klaczy Kwesta po Pesenniku, prawnuczka ogiera Bask – pierwszego w dziejach konia, którego naturalnej wielkości pomnik z brązu stanął w Scottsdale przy wejściu do Kentucky Horse Park w USA.
Klacz Kwestura zdobyła tytuły: Narodowej Czempionki Polski Koni Arabskich Czystej Krwi w kategorii klaczy młodszych (1996),  Czempionki Świata (Paryż 2007), Czempionka USA (Luisville 2002), Czempionka Europy (Vilhelmsborg 2000) i zdobywczyni Pucharu Narodów (Akwizgran 1998).
10 sierpnia 2008 r., podczas aukcji XXXIX Pride of Poland klacz Kwestura sprzedana została za 1 milion 125 tys. euro. Do sierpnia 2015 roku była najdroższym zlicytowanym koniem w historii Pride of Poland. 16 sierpnia 2015 roku podczas XLVI Pride of Poland anonimowy nabywca ze Szwajcarii zapłacił za 10-letnią klacz Pepitę kwotę 1 milion 400 tys. euro.